# Hydroptila cognata
Hydroptila cognata is een schietmot uit de familie Hydroptilidae. De soort komt voor in het Palearctisch gebied.